# Zeemanshuis (Amsterdam)

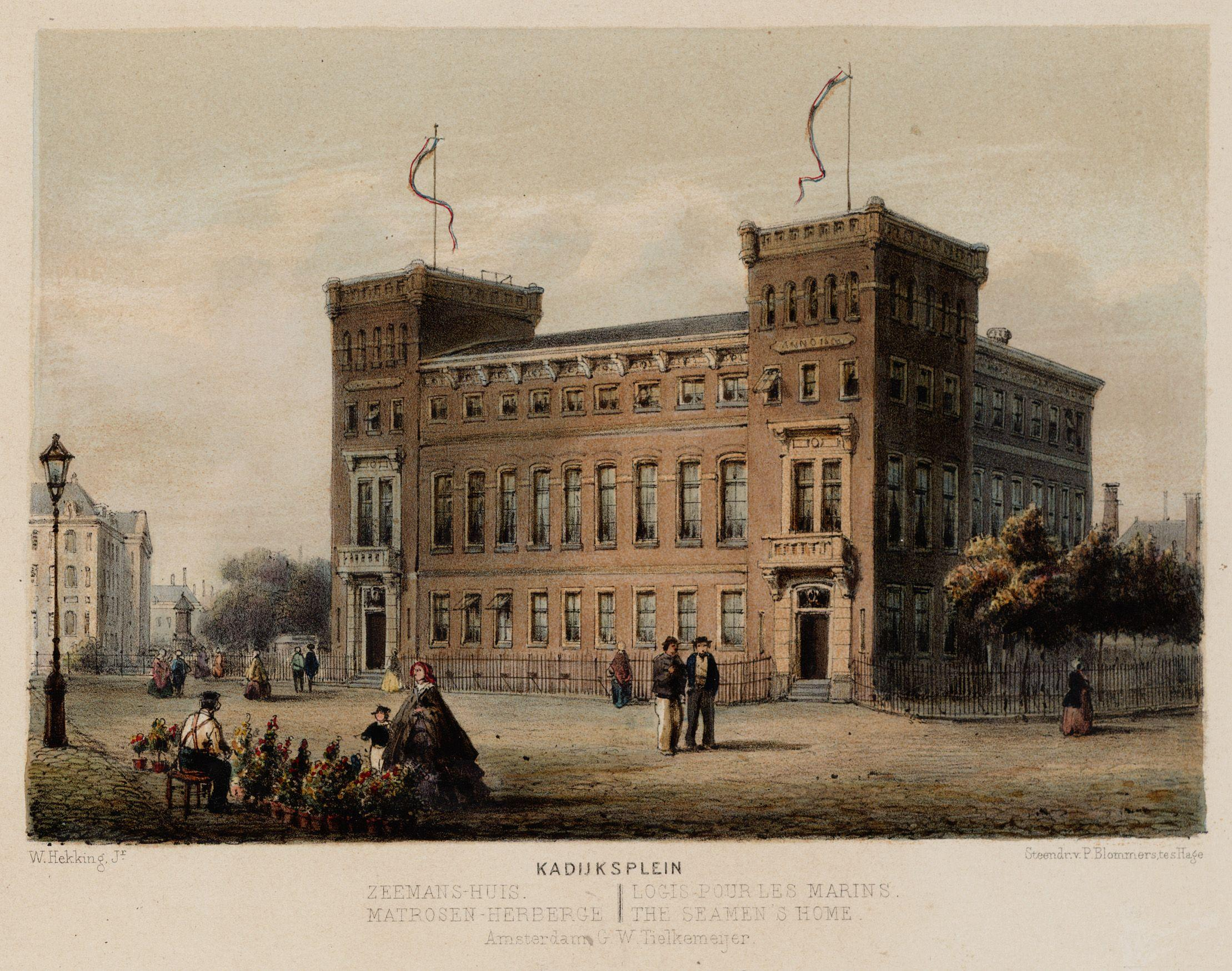
Willem Hekking tekende het Zeemanshuis (geschat 1858)

Het Zeemanshuis (Zeemans-huis) te Amsterdam was gevestigd aan het Kadijksplein 17-18 in Amsterdam-Centrum. Het rechthoekige gebouw heeft zijgevels aan de Nieuwevaart/Prins Hendrikkade en Hoogte Kadijk.
Het idee van het Zeemanshuis ontstond in het midden van de 19e eeuw. Men wilde toen zeemannen in havens niet meer over straat laten dolen alwaar ze met allerlei obscure zaken te maken kregen. Het eerste zeemanshuis zou staan in Londen, Wallstreet London Docks op welk terrein net het Brunswick Theater was afgebrand. Het was er tevens de bedoeling de vaak niet geschoolde zeelui (matrozen en dekknechten) op te stuwen in de vaart der volkeren, zo waren er een bibliotheek, een verenigingsruimte en werden er godsdienstoefeningen gehouden. Na Londen volgden andere havensteden zoals Portsmouth, Bristol en het nog Britse Cork. Een van de grootste stond in Liverpool, een gebouw waaraan vijf jaar was gewerkt (1846-1851).
De positieve berichten omtrent de instelling zeemanshuis leidde in Nederland tot de oprichting van een vereniging om tot een soortgelijke instelling in Amsterdam te komen. Het Bestuur van het Zeemanshuis (W.C. van Vollenhoven van brouwerij De Gekroonde Valk om de hoek gevestigd en D.L.W. Hooglandt) besteedde in maart 1854 de eerste bouwwerken aan bestaande uit paalfundering en grondwerken in gelegenheid Het Wapen van Amsterdam aan de Kloveniersburgwal, hoek Rusland.  Het adres was toen nog niet geheel uitgekristalliseerd: hoek van de Hoogte van den Kadijk en het Plein; de naam Kadijksplein was echter al eeuwen in gebruik. De aanbesteding gebeurde nog op basis van het ontwerp van architect Albert Jan Sevenhuijsen (1827-1876; bekend van het weeshuis in Den Helder). Die vertrok uit Amsterdam en de aannemer ging vervolgens failliet.
Uitwerking duurde dus relatief lang, want pas twee jaar later volgde de aanbesteding van de “bouw op bestaande fundering” met een “eerstesteenlegging” op 18 maart 1856. Het ontwerp (bovenbouw) en de bouwbegeleiding was toen in handen van Abraham Nicolaas Godefroy. Dat gebeurde rond het tijdstip dat het Zeemanshuis in Rotterdam geopend werd. Rond 18 maart 1858 werd het gebouw geopend. Het gebouw was rond een centrale binnenplaats opgetrokken. In de 19e eeuw was het een dusdanig succes dat er in de loop der jaren steeds bijgebouwd werd, in 1915 nog onder leiding van architectenbureau Baanders met een extra verdieping kwam. Dat bureau gaf ook leiding aan grootscheepse verbouwingen in 1921 en 1935. Het bood toen ook onderdak aan de Zeevaartschool en de Electro Technische School. In de 20e eeuw liep het aantal bezoekers sterk terug, hetgeen deels werd opgevangen door ook vluchtelingen en drugsverslaafden in het pand onder te brengen. Een fusie met de Hogere Zeevaartschool Amsterdam (om de hoek) mocht niet baten. Men wilde dit tevens uitbreiden met een hotelgelegenheid voor de kleine beurs, maar werd slachtoffer van hokjesgeest. De ene instantie gaf er subsidie voor, maar er kwam niemand omdat de plaatselijke VVV het geen hotel vond. Dit leidde er toe dat de subsidie aan "Stichting Zeemans Welzijn Nederland" op 1 januari 1985 door het Ministerie van Sociale Zaken werd stopgezet.  Bij de sluiting bleek dat er in de loop der jaren vaste bewoners in het gebouw waren getrokken, sommigen “woonden” er al acht jaar. Sluiting werd ook aangewakkerd doordat Amsterdam de haven verplaatste van het Oostelijk Havengebied naar het Westelijk Havengebied en de verplaatsing van de schippersbeurs naar Rotterdam. Tijdelijke krachten konden alleen daar nog een contract verkrijgen en aldaar was nog een functionerend zeemanshuis. In 1984 werd er nog gehoopt dat het een derde Jeugdherberg zou kunnen worden, maar dat ketste af.
Het gebouw kreeg al vroeg een andere bestemming; er kwamen zendelingen wonen die vanuit Christian Urban Mission (Youth with a mission/Jeugd met een Opdracht) probeerden buurtbewoners waar nodig te bekeren.
Alhoewel het geen Zeemanshuis meer is, staat het als gemeentelijk monument (202016) wel als zodanig op papier. Het betreft voor wat betreft de architectuur een sober gebouw in eclectische stijl. Die sobere stijl wordt nog benadrukt doordat het kasteelachtige uiterlijk met torens op de hoeken verloren ging toen tijdens de verbouwingen onder Baanders die torens verdwenen.
Vlak voor de definitieve sluiting werd op het pleintje voor de deur het beeld Zeeman van Joost Barbiers neergezet. 
Van 1965 tot 1975 was Gerardus Jacobus Cornelis Hoff (1908 - 2000) directeur van het Zeemanshuis. 